# Newsfront
Pour plus de détails, voir Fiche technique et Distribution.
Newsfront est un film australien réalisé par Phillip Noyce et sorti en 1978.

## Fiche technique
Sauf indication contraire, les informations mentionnées dans cette section peuvent être confirmées par la base de données cinématographiques IMDb,  présente dans la section « Liens externes ».
- Titre original : Newsfront
- Réalisation : Phillip Noyce
- Scénario : Phillip Noyce et Bob Ellis, d'après une idée de David Elfick et Philippe Mora
- Musique : William Motzig
- Photographie : Vincent Monton
- Direction artistique : Laurence Eastwood
- Décors : Lissa Coote
- Costumes : Norma Moriceau
- Montage : John Scott
- Production : David Elfick
- Sociétés de production : Palm Beach Pictures ; en association avec New South Wales Film Corporation et The Australian Film Commission
- Sociétés de distribution : Roadshow Films (Australie), New Yorker Films (États-Unis)
- Budget : 600 000 AUD[1]
- Pays de production :  Australie
- Langue originale : anglais
- Format : couleur et noir et blanc - 1,66:1 - Mono
- Genre : drame
- Durée : 110 minutes
- Dates de sortie :
  - Australie : 29 juillet 1978
  - États-Unis : février 1978 (New York Film Festival)
  - France : 15 juin 1983

## Distribution
- Bill Hunter : Len Maguire
- Wendy Hughes : Amy Mackenzie
- Gerard Kennedy : Frank Maguire
- Bryan Brown : Geoff
- Chris Haywood : Chris Hewitt
- John Ewart : Charlie

## Récompenses
- AFI Awards du meilleur film, du meilleur réalisateur et du meilleur scénario original en 1978
- Grand Prix UCC en 1980